# NGC 2258
NGC 2258 è una galassia lenticolare situata nella costellazione della Giraffa, a una distanza di circa 195 milioni di anni luce dalla nostra Via Lattea.

## Scoperta
La galassia è stata scoperta il 1 agosto 1833 dall'astronomo tedesco Wilhelm Tempel.

## Descrizione
NGC 2258 è considerata una galassia attiva.

## Supernova
Il 14 gennaio 2009, all'interno di NGC 2258 è stata scoperta la supernova SN 1997E dall'astronomo giapponese Reiki Kushida. La supernova è stata classificata di tipo Ia.